# Самарга (река)
Самарга́ — река на севере Приморского края, в Тернейском районе. Длина реки 218 км, площадь бассейна 7760 км². Средняя высота бассейна 719 м, падение реки 1558 м.
Река берёт начало на восточном склоне горы Купол (хребет Сихотэ-Алинь), на высоте 1558 м, течёт в юго-восточном направлении и впадает в Татарский пролив, близ села Самарга.
Река протекает по узкой продольной долине. Прилегающая к долине местность крупнохолмистая, поросшая лесом, видовой состав которого меняется от истока к устью. В верховьях преобладает смешанный лес (пихта, ель, берёза, дуб), ближе к устью — дуб, берёза и кустарник.
Долина реки шириной 1,5-2,0 км асимметричная, с крутыми склонами, пересечёнными долинами рек и ручьёв. Пойма реки правобережная, шириной 1,2 км, пересечена ложбинами и балками, староречьями и протоками, начинает затапливаться при уровне 340—350 см. Русло реки прямолинейное, каменисто-галечное, деформирующееся. Левый берег крутой, незатопляемый, правый — пологий, затопляемый.
Основные притоки: Дагды (длина 80 км), Мои (длина 42 км), Иссими (44 км), Акзу (37 км), Большая Сохатка (38 км).
В среднем течении реки стоит самый северный населённый пункт Приморского края — село Агзу, в устье — село Самарга, между Агзу и селом Самарга — заброшенная деревня Унты.